# Ефекат рођенданског броја
Ефекат рођенданског броја је подсвесна склоност људи да преферирају бројеве у датуму свог рођендана у односу на друге бројеве. Први пут објављен 1997. године од стране јапанских психолога Шинобу Китајама и Мајуми Карасава, ефекат рођенданског броја је реплициран у различитим земљама. То важи за узраст и пол. Ефекат је најизраженији код бројева преко 12.
Рођендан је повезан са самим собом и стога су бројеви у рођендану пожељнији, упркос чињеници да се појављују у многим другим контекстима. Људи који мање воле себе обично не показују ефекат броја рођендана. Сличан ефекат, ефекат име-слово, пронађен је за слова: људи имају тенденцију да преферирају слова која су део њиховог имена. Ефекат рођенданског броја и ефекат слова имена су у значајној корелацији. У психолошким проценама, задатак преференције броја се користи за процену имплицитног самопоштовања.
Постоје неки докази да ефекат има импликације на одлуке у стварном животу. Једна лабораторијска студија открила је повећање повољног става према ценама када су оне тајно манипулисане да би се ускладиле са датумима рођендана испитаника, што је резултирало већом шансом за куповину. Међутим, друга студија која је користила годину рођења као цену није довела до истог резултата. Студија о допадљивости производа показала је да учесници са високим самопоштовањем више воле производе ако називи производа несвесно укључују број њиховог рођендана и слова њиховог имена. Нека теренска истраживања о утицају ефекта броја рођендана на веће животне одлуке (нпр. где живети) су контроверзна.

## Позадина
Током историје, друштва су имала бројеве које су сматрали посебним. На пример, у старом Риму број 7 је сматран повољним, у цивилизацији Маја број 13 је био свети број, у данашњем Јапану људи дају три, пет или седам поклона за срећу, а у Кини број 8 сматра се срећним и 4 се избегава кад год је то могуће. У западним културама број 13 се често сматра несрећним, па отуда и термин трискаидекафобија или страх од броја 13.
Контролисани експерименти са бројевима датирају из 1933. године, када је истраживач Диец замолио Холанђане да именују први број који им падне на памет између 0 и 99. Број 7 се највише помињао, као и у разним каснијим репликама студије у другим земљама. Број 7 је такође био на врху у студијама које су тражиле од људи да именују свој омиљени број. У онлајн анкети Алекса Белоса, колумнисте Гардијана, више од 30.000 људи из целог света је дало бројеве, од којих је 7 најпопуларнији. Сви бројеви испод 100 су послати најмање једном, као и скоро половина бројева испод 1000. Маркетинг истраживачи Кинг и Јанисцевски истраживали су преференцију бројева на другачији начин. Показали су студентима додипломских студија насумичне бројеве и замолили их да брзо кажу да ли им се тај број свиђа, не свиђа или се осећају неутрално. Број 100 је имао највећи проценат људи који га воле (70%) и најмањи проценат људи који га не воле (5%). Бројеве од 1 до 20 волело је 9% више људи од виших бројева. Бројеви који су резултат научених таблица множења (тј. 2 × 2 до 10 × 10) су се свидели 15% више људи од преосталих бројева. Истраживачи су закључили да течност бројева предвиђа преференцију бројева: стога су бројеви у табели множења префериранији над простим бројевима.
Блиско повезано поље истраживања о преференцијама писма датира из 1950-их. Белгијски психолог Нутин је 1985. године известио о неочекиваном открићу да људи имају тенденцију да несразмерно и несвесно преферирају слова сопственог имена. Ефекат име-слово је реплициран у десетинама накнадних студија на различитим језицима, културама и писмима, без обзира да ли су учесници изабрали своје жељено слово из насумично одабраног пара, или изабрали првих шест од свих слова у абецеди, или оценили свако појединачно слово. Натин је предвидео да ће, пошто је покретачка сила ефекта име-слово несвесна преференција за било шта повезано са сопством, постојати и ефекат рођенданског броја.

## Оригинална студија
Године 1997. истраживачи Шинобу Китајама и Мајуми Карасава приметили су да студије у више наврата показују да Јапанци не желе да одрже и побољшају своје самопоштовање, за разлику од Европљана и Американаца. Док је истраживање са западним учесницима показало да људи у просеку лажно верују да су бољи од просека, да приписују себи заслуге за успехе и криве друге за своје неуспехе, и да прецењују шансе да им се деси нешто добро, студије са Јапанцима нису откриле такве тенденције самопобољшања. Поред тога, у међукултуралним студијама, Јапанци су пријавили да је самопоштовање више повређено неуспесима него подстакнуто успесима, супротно од онога што су извештавали Американци. Све ове студије укључивале су учеснике који су били свесни да се њихово самопоштовање процењује, па се стога каже да су то мере експлицитног самопоштовања. Ово је натерало Китајаму и Карасаву да се зачуде. Чинило им се мало вероватним да Јапанци немају позитивна осећања везана за себе. Претпоставили су да Јапанци некако не дозвољавају да се ова осећања открију отворено. Да би ово тестирали, спровели су два експеримента која су скривала циљ процене самопоштовања, мерећи уместо тога имплицитно самопоштовање. Пошто по дефиницији имплицитно самопоштовање није доступно интроспекцији, његове мере се не ослањају на директне само-извештаје, већ на степен до којег објекти повезани са сопством генеришу позитивне наспрам негативних мисли. Први експеримент је био реплика Натинове студије о преференцијама слова из 1987. године, тражећи ефекат везан за слова имена учесника. Други експеримент је укључивао бројеве, тражећи ефекат везан за бројеве који представљају дан у месецу када је учесник рођен (између 1 и 31) и месец њиховог рођендана.

### Метод
За експеримент са писмом, тражили су од 219 јапанских студената да оцене сваку од 45 хирагана, део јапанског система писања, према томе колико им се допада. За експеримент са бројевима, замолили су 269 јапанских студената да оцене атрактивност бројева између 0 и 49. Број 49 је изабран као горња граница да би се прикрио прави циљ студије, који је 31 (што је максимални број дана у месецу) можда наговестио. Исто тако, број 0 је укључен ради маскирања. Учесници су морали да дају оцене на скали од шест тачака, у распону од 1, ако им се број веома не свиђа, до 6, ако им се веома допао. Када су то завршили, од учесника су тражени различити демографски подаци, укључујући њихове рођендане.

### Резултати
Анализа података о преференцијама слова открила је ефекат име-слово: појачано допадање слова у сопственом имену учесника. Анализа података о преференцијама бројева открила је ефекат рођенданског броја. За сваки број, истраживачи су прво израчунали средњу вредност свиђања учесника који нису имали тај број на свом рођендану. Ова средства су послужила као основа. За сваког учесника израчунато је 50 релативних оцена свиђања између основне линије броја и стварне преференције. Просечни резултати свиђања за различите типове бројева су показали да су учесници непропорционално преферирали бројеве на свом рођендану. Ефекат је био јачи за веће бројеве, преко 12, него за мање бројеве. Ефекат је био најслабији за мушкарце и њихов месец рођења (само 0,03 разлика у односу на средњу вредност), а најјачи за жене и дан њиховог рођендана (разлика од 0,77 у односу на средњу вредност). Све у свему, жене су показале већу наклоност према бројевима свог рођендана него мушкарци.

### Објашњења
Китајама и Карасава су закључили да су обрасци у налазима из оба експеримента најконзистентнији са хипотезом да је преференција последица везаности за сопство. Ова осећања су уско повезана са самим собом, не само са именима и датумима рођења, већ и, имплицитно, њиховим саставним словима и бројевима. Пошто већина људи воли себе, већина људи имају позитивна осећања према овим саставним деловима. Истраживачи су сугерисали да је ефекат јачи за веће бројеве, јер су у свакодневном животу ови бројеви мање засићени другим значењима, осим њиховим асоцијацијама на рођендане.
Алтернативно објашњење за ефекат рођенданског броја, које је морало бити тестирано, је пуко излагање. Када би било тачно да се бројеви нечијег рођендана несразмерно користе у свакодневном животу, онда би преференција бројева у  једноставно могла бити склоност ономе што је најчешће. Зајонц је у својим лабораторијским студијама из 1960-их и 1980-их открио да познавање може снажно утицати на преференције, и сковао термин „ефекат пуког излагања“. Али Китајама и Карасава су тврдили да чак и када би људи видели бројеве са свог рођендана више, то би и даље било занемарљиво у поређењу са укупном количином бројева са којима се сусрећу у свакодневном животу. Ово, у складу са аргументима других истраживача, користи се да се искључи пуко излагање као објашњење за ефекат име-слово.
Китајама и Карасава су закључили да Јапанци заиста гаје топла осећања према себи, баш као и Американци и Европљани, али да су та осећања маскирана када се то експлицитно тражи. Они су спекулисали да разлог за ово маскирање лежи у склоности Јапанаца да се посвете негативним, непожељним особинама ради побољшања себе.

## Накнадне студије

### Ране накнадне студије
Прва накнадна студија бавила се културним разликама. Блас, Шмит, Џонс и О'Конел користили су студенте из САД као учеснике да би поновили оригиналну студију. У свом раду, представљеном на годишњој конференцији Америчког психолошког удружења у Чикагу, августа 1997. године, они су известили о истом резултату: преференцији за рођенданске бројеве. Ипак, пронашли су много јачи ефекат, који би према истраживачима могао бити последица склоности Американаца ка самопобољшању.
Другу накнадну студију урадили су 1998. године Китајама и Учида. Покушали су да истраже однос између ефекта имена и слова особе и ефекта његовог или њеног рођенданског броја, с обзиром на то да су Китајама и Карасава сумњали да постоји једна покретачка сила иза оба. Као што су предвидели, Китајама и Учида су открили да су у једној особи ова два ефекта повезана. Касније студије су потврдиле овај налаз.
Године 2000, Босон, Сван и Пенебејкер су тестирали седам мера имплицитног самопоштовања, укључујући задатак са бројем рођендана и задатак са словом имена, и четири мере експлицитног самопоштовања. Користили су скалу од седам поена уместо скале од шест поена коју су користили Китајама и Карасава, и гледали су само дан рођендана. У просеку, испитаници су оценили свој рођендан за 0,73 више од осталих бројева. Када су истраживачи поново тестирали свих седам имплицитних мера самопоштовања, задатак броја рођендана био је један од три који су дали сличне резултате. Из слабих или незначајних корелација између имплицитних и експлицитних мера самопоштовања, закључили су да имплицитно и експлицитно самопоштовање користе различите основне конструкције.

### Касније накнадне студије
Касније студије су истраживале аспекте ефекта. Коле, Дијкстерхис и ван Нипенберг настојали су да истраже колико је аутоматски процес преференције. То су радили и са бројевима и словима. Поделили су учеснике у две групе. Од прве групе је затражено да дају брзе, интуитивне реакције наводећи преференције за стимулусе. Од друге групе је затражено да образложе зашто им се неки бројеви више допадају од других и да анализирају које карактеристике бројева воле. Као што су истраживачи предвидели, открили су да су и ефекат рођенданског броја и ефекат слово-име нестали у стању „размишљања”. Они су тврдили да размишљање о разлозима подстиче делиберативно превладавање имплицитних ефеката самопоштовања. Овај закључак је подржан посматрањем корелација између ефеката: док је у условима осећања снага ефекта рођенданског броја учесника била у корелацији са његовим или њеним ефектом имена и слова, таква корелација није пронађена у стању размишљања.
Џоунс, Пелам, Миренберг и Хетс истраживали су како се ефекат одржао под „претњама“ себи. Ранија истраживања Колеа, Смитса, ван Нипенберга и Дијкстерхиса су већ показала да на ефекат имена и слова утиче уочена претња. Џоунс, Пелхам, Миренберг и Хетс су прво натерали неке учеснике да пишу о личној мани, а затим су свим учесницима дали задатак за преференцију броја и задатак за преференцију слова. Оно што су открили било је у складу са претходним налазима: људи који су се много волели, волели су бројеве свох рођендана и слова њиховог имена још више када би неки аспект њиховог ја био угрожен. То предвиђа теорија несвесног самопобољшања и не може објаснити само теоријом изложености.
Никл, Педерсон и Росов су тражили ефекте са значајним годинама. Замолили су 83 студента да на скали од 1 до 7 оцене колико им се допадају године између 1976. и 2001, месеци у години, годишња доба, доба дана, па чак и врсте кућних љубимаца, у покушају да прикрију циљ студије. Анализа података показала је да се учесницима година рођења допала много више од просека четири године након рођења. Истраживачи су такође открили да се година матуре такође допадала више од просека. Од месеци у години, највише се волео месец у коме су учесници рођени.
Фалк, Хајн, Такемура, Чанг и Хсу су истраживали валидност имплицитних мера самопоштовања за процену културних разлика. Они су подвргли канадске и јапанске учеснике низу тестова, од којих је један био оцењивање бројева до 40 према томе колико су их учесници волели. Пошто су истраживачи видели малу или никакву корелацију између различитих имплицитних мера самопоштовања, нису извели никакве закључке о културним разликама. Стигер и Кризан истраживали су међукултуралне разлике у преференцијама бројева, посебно дан на који се слави Божић, као фактор који доприноси преференцији бројева. Замолили су учеснике из шест земаља да оцене бројеве између 1 и 36. Открили су да су у земљама у којима се поклони размењују 24. децембра учесници несразмерно преферирали број 24, док су у земљама које то чине 25. децембра учесници више волели 25. Они су закључили да се културни утицаји морају узети у обзир ако се ове преференције користе да одражавају индивидуалне разлике.

## Апликација
У психолошким проценама, ефекат броја рођендана је искоришћен за мерење имплицитног самопоштовања. Задатак за подешавање бројева се често користи у комбинацији са популарнијим задатком о избору слова, који се понекад заједнички назива задатак иницијалне и рођенданске жеље (ИБПТ). Најпопуларнији метод за мерење имплицитног самопоштовања је тест имплицитног повезивања.
Не постоји стандардни метод за примену задатка. Најчешће коришћени је задатак за оцењивање, који подразумева да учесници процене све бројеве испод одређеног прага (обично преко 31 да би се прикрила сврха процене везе са датумима), указујући колико им се свиђају на скали од 7 поена. Не постоји стандардни алгоритам за израчунавање имплицитног самопоштовања. У употреби је најмање шест алгоритама. У својој мета-анализи ефекта име-слово, Стигер, Ворацек и Форман препоручују коришћење ипсатизованог алгоритма двоструке корекције. Алгоритми се обично примењују и на број дана и на месец.
Стигер, Ворацек и Форман препоручују да задатак укључује и преференцију слова и преференцију бројева, да се примени два пута и да се упутства фокусирају на допадање, а не на привлачност. Задатак преференције броја коришћен је за мерење имплицитног самопоштовања у различитим контекстима као што су родитељство и менталне навике.

## Шире импликације
Истраживачи су тражили шире импликације ефекта рођенданског броја на преференције, како унутар тако и ван лабораторије. Група контроверзних истраживања под окриљем имплицитног егоизма, почевши од Пелхама, Миренберга и Џоунса, истраживала је да ли људи несвесно доносе животне одлуке на основу слова имена или рођенданског броја. Скептици кажу да је тврдња да писма утичу на животне одлуке изузетна и захтева изузетне доказе. На основу анализе теренских података у САД-у, закључили су да људи непропорционално живе у градовима чија имена садрже бројеве који одговарају бројевима њиховог рођендана. Они су посматрали људе који су рођени 2. фебруара, 3. марта, 4. априла, све до 8. августа, и људе који су живели у градовима са бројевима, као што су Две реке, Три храста, Четири угла, итд. Али у својој критичкој анализи ове студије Симонсон је тврдио да је њена поузданост упитна, јер је пронашао само мали број становника са подударним бројевима. Симонсон је покушао да понови налаз на различите начине, али безуспешно. Није нашао никакав утицај само дана рођења на град (нпр. другог у месецу, а не само фебруара). Такође није нашао утицај рођенданског броја на улицу, адресу или број стана.
Џоунсс, Пелхам, Карвало и Миренберг су истраживали утицај преференције бројева на међуљудску привлачност. У лабораторијској студији показали су америчким учесницима текстуалне профиле људи. Профили су долазили са видљиво приказаним, наизглед произвољним кодом који је објашњен само да би помогао истраживачима да прате профиле. Половини учесника је приказан код који одговара њиховом рођендану (нпр. неко рођен 8. септембра је видео профил партнера са шифром „09-08“); друга половина је видела код који се не подудара (нпр. „03-23“). Свим учесницима је приказан потпуно исти профил. Морали су да оцене колико мисле да би им се допала особа на профилу. Резултати су показали да се учесницима више свиђају профили када се шифра подудара са њиховим бројем рођендана. У односу на учеснике у контролном стању, учесници у услову асоцијације рођендана могли су на крају теста тачније да се присете кода, али само 5 од 110 учесника је поменуло одговарајући код као потенцијални утицај. Закључак је био да су склоности људи према броју сопствених рођендана довољно моћне да утичу на привлачност према другим људима. Пелхам и Карвало су касније погледали међуљудску привлачност, користећи податке са терена. Они су користили државну евиденцију о браку како би закључили да се људи несразмерно венчавају са људима који имају исте бројеве рођендана. Такође су открили да су невесте непропорционално бирале своје рођендане и месеце рођења као датуме венчања.
Коултер и Гревал су истраживали да ли се ефекат рођенданског броја може искористити у продаји и маркетингу. Преко 200 учесника онлајн анкете упитано је за оглас за вечеру са тестенином, где је цена тајно усклађена са даном у месецу њиховог рођендана. На пример, неко рођен 16. у одређеном месецу би видео цену „39,16 долара“. Истраживачи су открили да подударни бројеви повећавају допадање цене и намеру куповине. Када су у задатак увели уочену претњу себи, открили су преувеличан ефекат. Из овога су закључили да се позитиван утицај везан за рођенданске бројеве директно преноси на склоности потрошача према ценама и на крају утиче на њихове куповне намере. Келер и Гирл су настојали да реплицирају Коултерову и Гревалову студију. Они су манипулисали ценама у рекламама за пицу и сервис за стриминг музике како би одговарали рођендану (дан, година) учесника у њиховој лабораторијској студији. Нису наишли на несразмерно допадање одговарајућих цена, ни за годину у којој је учесник рођен или за дан. Келер и Гирл су закључили да морају постојати неки предуслови као што су почетни стимуланси да би се покренуо ефекат, иако су сугерисали да је могуће да су њихови учесници, који су сви рођени између 1990. и 1999. године, своју годину рођења тако често доживљавали као цену живот да је постала превише уобичајена.
Смитс је користио подударање имена и рођендана у експерименту за допадање производа. Измислио је називе производа за ДВД који су одговарали и делу имена учесника и њиховом рођендану. На пример, учесник по имену Мариел, рођен 14. маја, добио би оглас за ДВД плејер под називом „ДВД-Ма 14“ у саморелевантном стању и „ДВД-Пу 30“ у контролном стању. Открио је да учесници са високим самопоштовањем више воле производе ако су називи производа њима релевантни, него ако нису. Такође је открио да се супротно дешава међу учесницима са ниским самопоштовањем: они су више волели производе ако нису релевантни.